# Alchemilla epipsila
Alchemilla epipsila é uma espécie de rosácea do gênero Alchemilla, pertencente à família Rosaceae.